# Cambrils
Cambrils è un comune spagnolo di 33 000 abitanti situato nella comunità autonoma della Catalogna, nella comarca di Baix Camp.
Si affaccia sulla Costa Daurada, a pochi km da Tarragona a sud di Barcellona. La mitezza del clima, l'alto livello della propria cucina e le incantevoli spiagge di cui è dotata fanno di Cambrils un importante centro balneare.